# Tranquillityit
Tranquillityit (Lovering, Wark, Reid, Ware, Keil, Prinz, 1971), chemický vzorec Fe8II(Zr,Y)2Ti3Si3O je šesterečný minerál, silikát, který byl poprvé objeven v měsíčních vzorcích dopravených na Zem Apollem 11. Nazván byl podle místa přistání lunárního modulu Apolla 11 na kraji Mare Tranquillitatis.
Na Zemi byl tento minerál objeven v meteoritu pocházejícím z Měsíce, který byl nazván Dhofar 287. Ten byl nalezen 14. ledna 2001 v Ománu.
V r. 2011 bylo prokázáno, že tranquillityit má i pozemský původ a vyskytuje se na západě Austrálie.